# Umi
Umi (japanska: 宇美町?, Umi-machi) är en landskommun (köping) i Fukuoka prefektur i Japan. 